# نینا برونر
نینا برونر (آلمانی: Nina Brunner؛ زادهٔ ۱۴ اکتبر ۱۹۹۵) بازیکن والیبال ساحلی زن اهل سوئیس است.